# Kupol Mira
Kupol Mira är en bergstopp i Antarktis. Den ligger i Östantarktis. Norge gör anspråk på området. Toppen på Kupol Mira är 65 meter över havet.
Terrängen runt Kupol Mira är mycket platt. Trakten är obefolkad. Det finns inga samhällen i närheten.